# Liste der Biografien/Rose
Liste der Biografien |
Portal Biografien |
Personensuche
# |
A |
B |
C |
D |
E |
F |
G |
H |
I |
J |
K |
L |
M |
N |
O |
P |
Q |
R |
S |
T |
U |
V |
W |
X |
Y |
Z |
?
 
Ra |
Rb |
Rd |
Re |
Rh |
Ri |
Rj |
Rk |
Rl |
Rm |
Rn |
Ro |
Rr |
Rs |
Rt |
Ru |
Rv |
Rw |
Rx |
Ry |
Rz
 
Roa |
Rob |
Roc |
Rod |
Roe |
Rof |
Rog |
Roh |
Roi |
Roj |
Rok |
Rol |
Rom |
Ron |
Roo |
Rop |
Roq |
Ror |
Ros |
Rot |
Rou |
Rov |
Row |
Rox |
Roy |
Roz 
 
Rosa |
Rosb |
Rosc |
Rosd |
Rose |
Rosh |
Rosi |
Rosj |
Rosk |
Rosl |
Rosm |
Rosn |
Roso |
Rosp |
Rosq |
Ross |
Rost |
Rosu |
Rosv |
Rosw |
Rosy |
Rosz 
 
Rosea |
Roseb |
Rosec |
Rosed |
Rosef |
Roseg |
Roseh |
Rosei |
Rosel |
Rosem |
Rosen |
Roseo |
Roser |
Roses |
Roset |
Rosev |
Rosew |
Rosey
Die Liste der Biografien führt alle Personen auf, die in der deutschsprachigen Wikipedia einen Artikel haben. Dieses ist eine Teilliste mit 281 Einträgen von Personen, deren Namen mit den Buchstaben „Rose“ beginnt.

## Rose
- Rose (* 1978), französische Sängerin
- Rosé (* 1989), US-amerikanische Dragqueen und Sängerin
- Rosé (* 1997), südkoreanische Sängerin, Tänzerin und ModelRosé (* 1997)

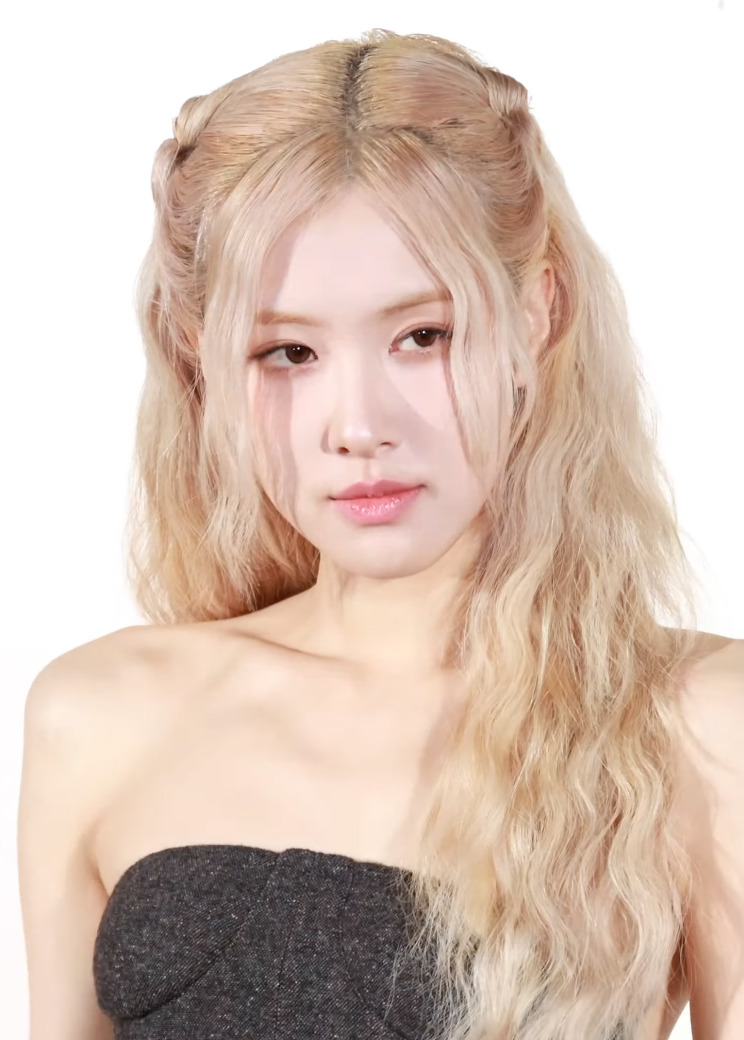
Rosé (* 1997)

#### Rose M
- Rose Marie (1956–2024), nordirische Sängerin

#### Rose V
- Rose von Turaida (1601–1620), Waisenkind

### Rose, A – Rose, W

#### Rose, A
- Rose, Aaron (* 1969), US-amerikanischer Künstler, Schriftsteller, Regisseur und Kurator
- Rose, Adolf (1908–1974), deutscher Stahlforscher
- Rose, Albert (1910–1990), US-amerikanischer Physiker
- Rose, Alex (* 1991), samoanischer Kugelstoßer und Diskuswerfer
- Rose, Alexandra (* 1946), US-amerikanische Filmproduzentin und Drehbuchautorin
- Rosé, Alfred (1902–1975), US-amerikanisch-kanadischer Pianist, Dirigent und Komponist
- Rosé, Alma (1906–1944), österreichische Violinistin
- Rose, Amber (* 1983), US-amerikanisches Model und Sängerin
- Rose, Anderson C., US-amerikanischer Politiker
- Rose, Andrew, kanadisch-US-amerikanischer Wirtschaftswissenschaftler und Hochschullehrer
- Rose, Andrew (* 1978), englischer Fußballspieler
- Rose, Andy (* 1990), australischer Fußballspieler
- Rose, Anette (* 1962), deutsche Künstlerin
- Rose, Anika Noni (* 1972), US-amerikanische Schauspielerin
- Rose, Anna (* 2006), deutsche Eishockeyspielerin
- Rose, Anselm (* 1969), deutscher Musikintendant
- Rose, April (* 1987), amerikanisches Model und Schauspielerin
- Rosé, Arnold (1863–1946), österreichischer Violinist, Konzertmeister und Musiklehrer
- Rose, Arnold Marshall (1918–1968), US-amerikanischer Soziologe
- Rose, Arthur (1891–1974), deutscher Maler und Grafiker
- Rose, August Viktor Wilhelm (1788–1856), Bürgermeister von Herford
- Rose, Ava (* 1986), US-amerikanische Pornodarstellerin
- Rose, Axl (* 1962), US-amerikanischer SängerAxl Rose (* 1962)

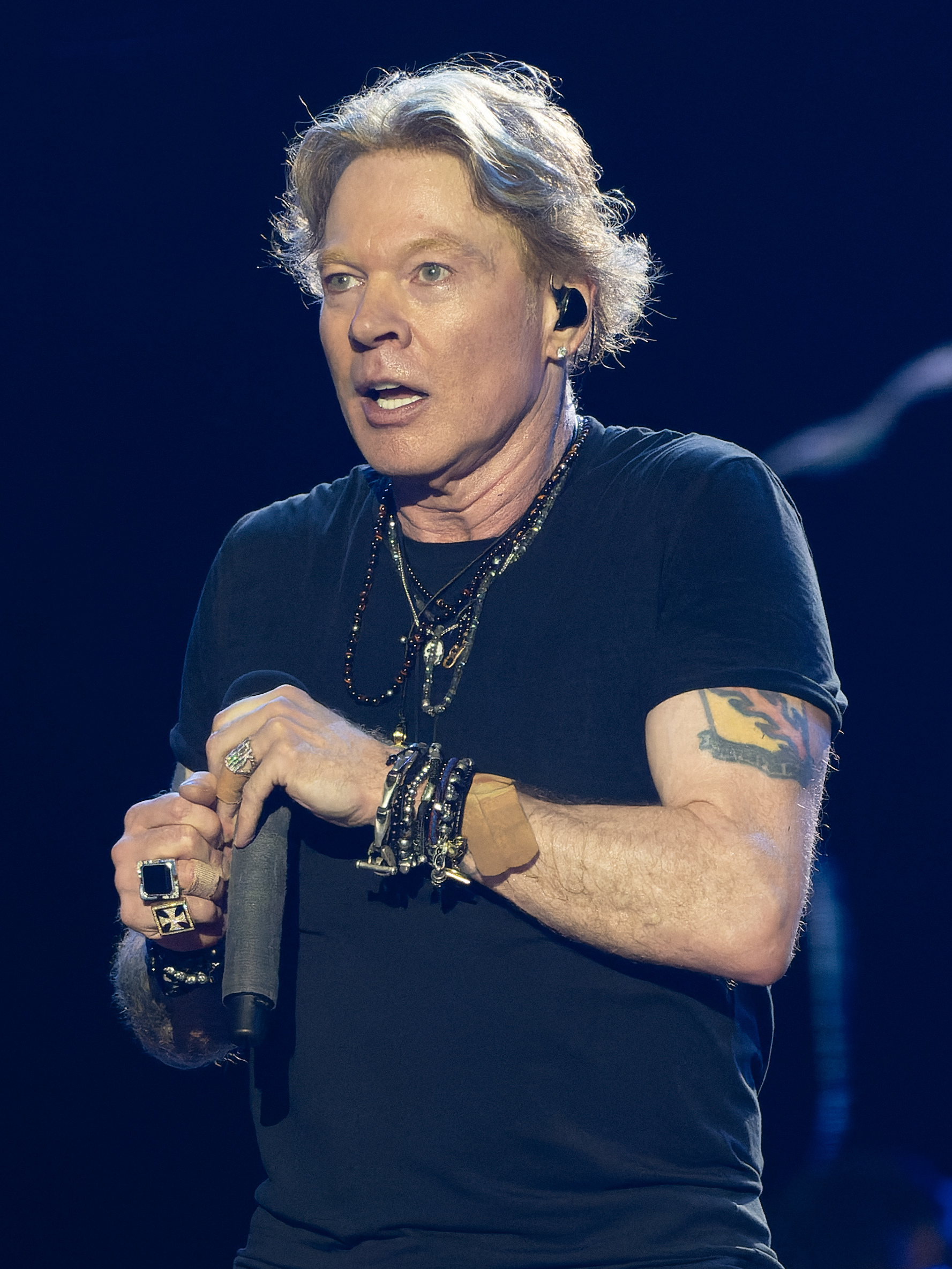
Axl Rose (* 1962)

#### Rose, B
- Rose, Barbara (1936–2020), US-amerikanische Kunsthistorikerin, Autorin und Kuratorin
- Rose, Barbara (* 1965), deutsche Schriftstellerin
- Rose, Bayless (1890–1986), US-amerikanischer Sänger und Gitarrist
- Rose, Ben, britischer Schauspieler und Musiker
- Rose, Bendt, dänischer Badmintonspieler
- Rose, Bernard (* 1960), britischer Filmregisseur, Drehbuchautor, Kameramann und Filmeditor
- Rose, Bernhard (1865–1927), deutscher Schauspieler und Theaterdirektor
- Rose, Bernhard Hermann (1819–1886), deutscher Geheimer Staatsrat, Landtagsabgeordneter und Ministerialrat
- Rosé, Berthold (1870–1925), österreichisch-deutscher Schauspieler, Sänger und Regisseur
- Rose, Berthold (1904–1965), deutscher Politiker (DBD), MdV
- Rose, Biff (1937–2023), US-amerikanischer Stand-up Comedian und Singer-Songwriter
- Rose, Billy (1899–1966), US-amerikanischer Liedtexter, Showgeschäft-Impresario und Manager
- Rose, Bud (1914–1991), US-amerikanischer Autorennfahrer

#### Rose, C
- Rose, Caitlin (* 1987), US-amerikanische Countrysängerin
- Rose, Charles (1873–1957), US-amerikanischer Tauzieher
- Rose, Charles Grandison (1939–2012), US-amerikanischer Politiker
- Rose, Charlie (* 1942), US-amerikanischer Fernsehmoderator und JournalistCharlie Rose (* 1942)

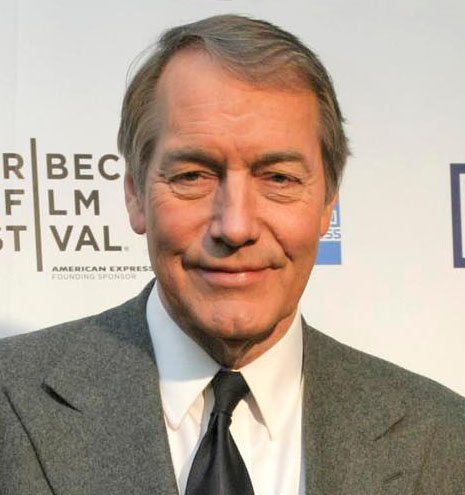
Charlie Rose (* 1942)

- Rose, Chris (* 1959), britischer Tierillustrator
- Rose, Christian (1803–1877), deutscher Brauer, Gastwirt und Abgeordneter
- Rose, Christian (* 1955), deutscher evangelischer Theologe
- Rose, Christian (* 1977), deutscher Handballspieler
- Rose, Christina, US-amerikanische Schauspieler und Synchronsprecher
- Rose, Christoph (1630–1675), deutscher Glockengießer
- Rose, Clive (1921–2019), britischer Diplomat
- Rose, Cristine (* 1951), US-amerikanische Schauspielerin

#### Rose, D
- Rose, Dan (* 1947), US-amerikanischer Jazzmusiker (Gitarre)
- Rose, Daniel (1772–1833), US-amerikanischer Politiker
- Rose, Danny (* 1990), englischer Fußballspieler
- Rose, David (1910–1990), US-amerikanischer Musiker
- Rose, David James Gardiner (1923–1969), britischer Kolonialadministrator
- Rose, Deanne (* 1999), kanadische Fußballspielerin
- Rose, Denis (* 1959), seychellischer Sprinter
- Rose, Denis Stuart (* 1953), deutscher Bildhauer, Videokünstler und Environmentkünstler
- Rose, Derrick (* 1988), US-amerikanischer BasketballspielerDerrick Rose (* 1988)

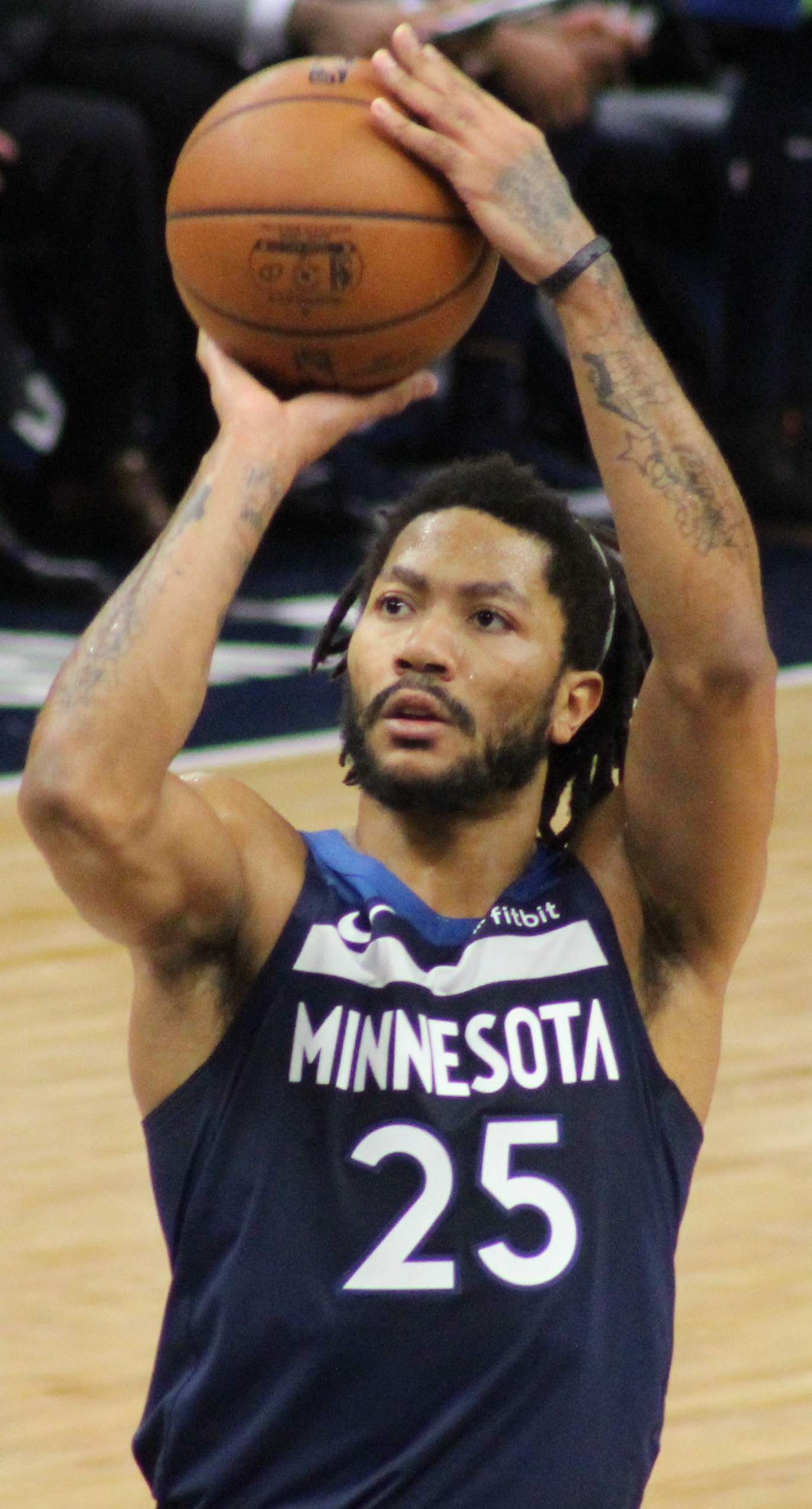
Derrick Rose (* 1988)

#### Rose, E
- Rose, Edmund (1836–1914), deutscher Chirurg in Berlin, Ordinarius an der Universität Zürich
- Rosé, Eduard (1859–1943), deutscher Cellist und Musikpädagoge
- Rose, Ela (* 1990), rumänische Dance- und Pop-Sängerin
- Rose, Elisabeth (1910–1945), deutsche Schneiderin und Opfer der NS-Kriegsjustiz
- Rose, Emily (* 1981), US-amerikanische Schauspielerin
- Rose, Ernestine (1810–1892), polnisch-US-amerikanische Frauenrechtlerin und Abolitionistin
- Rose, Ernst (* 1821), deutscher Fotograf
- Rose, Ernst (1899–1990), US-amerikanischer Germanist und Hochschullehrer
- Röse, Eva (* 1973), schwedische SchauspielerinEva Röse (* 1973)

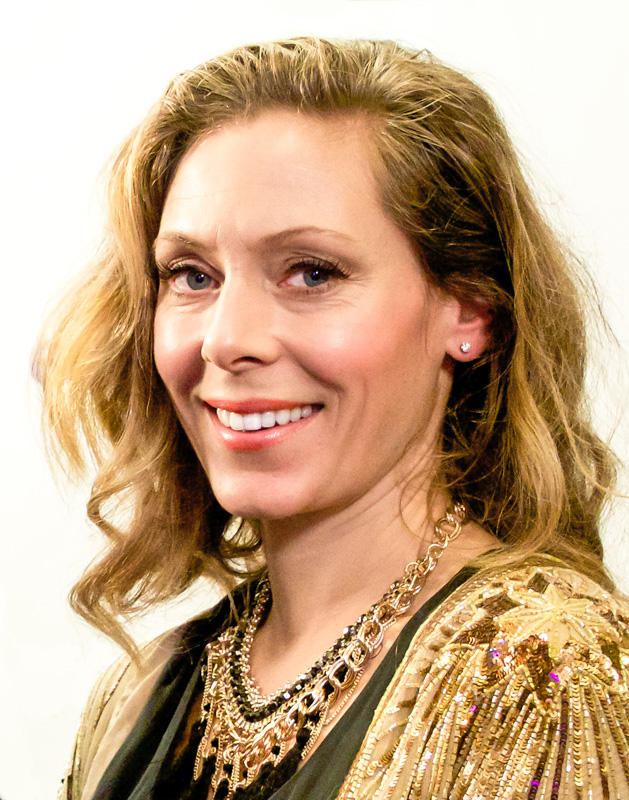
Eva Röse (* 1973)

#### Rose, F
- Rose, Fedor (* 1982), deutscher politischer Beamter (SPD)
- Rose, Felicitas (1862–1938), deutsche Schriftstellerin
- Rose, Felipe (* 1954), US-amerikanischer Sänger und Tänzer
- Röse, Ferdinand (1815–1859), deutscher Dichter und Philosoph
- Rose, Flemming (* 1958), dänischer Sachbuchautor, Übersetzer und Journalist
- Rose, Frances, US-amerikanische Opernsängerin der Stimmlagen Sopran und Mezzosopran
- Rose, François (* 1959), kanadischer Komponist und Musikpädagoge
- Rose, Frank (1857–1928), britischer Politiker, Mitglied des House of Commons
- Rose, Franz (1915–2002), deutscher Politiker (SPD), MdL
- Rose, Franz Karl Anton (1888–1971), deutscher NS-Propagandaautor
- Rose, Fred (1898–1954), US-amerikanischer Country-Musiker, Komponist und Publizist
- Rose, Fred (1907–1983), kanadischer Politiker
- Rose, Fred W. (1849–1915), britischer Karikaturist
- Rose, Friedrich (1839–1925), deutscher Chemiker
- Rose, Friedrich (1869–1932), deutscher Politiker (SPD)
- Rose, Fritz (1817–1877), Universitätsrat und letzter Universitätsrichter der Georg-August-Universität Göttingen
- Rose, Fritz (1855–1922), deutscher Kolonialbeamter

#### Rose, G
- Rose, Gabrielle (* 1954), kanadische SchauspielerinGabrielle Rose (* 1954)

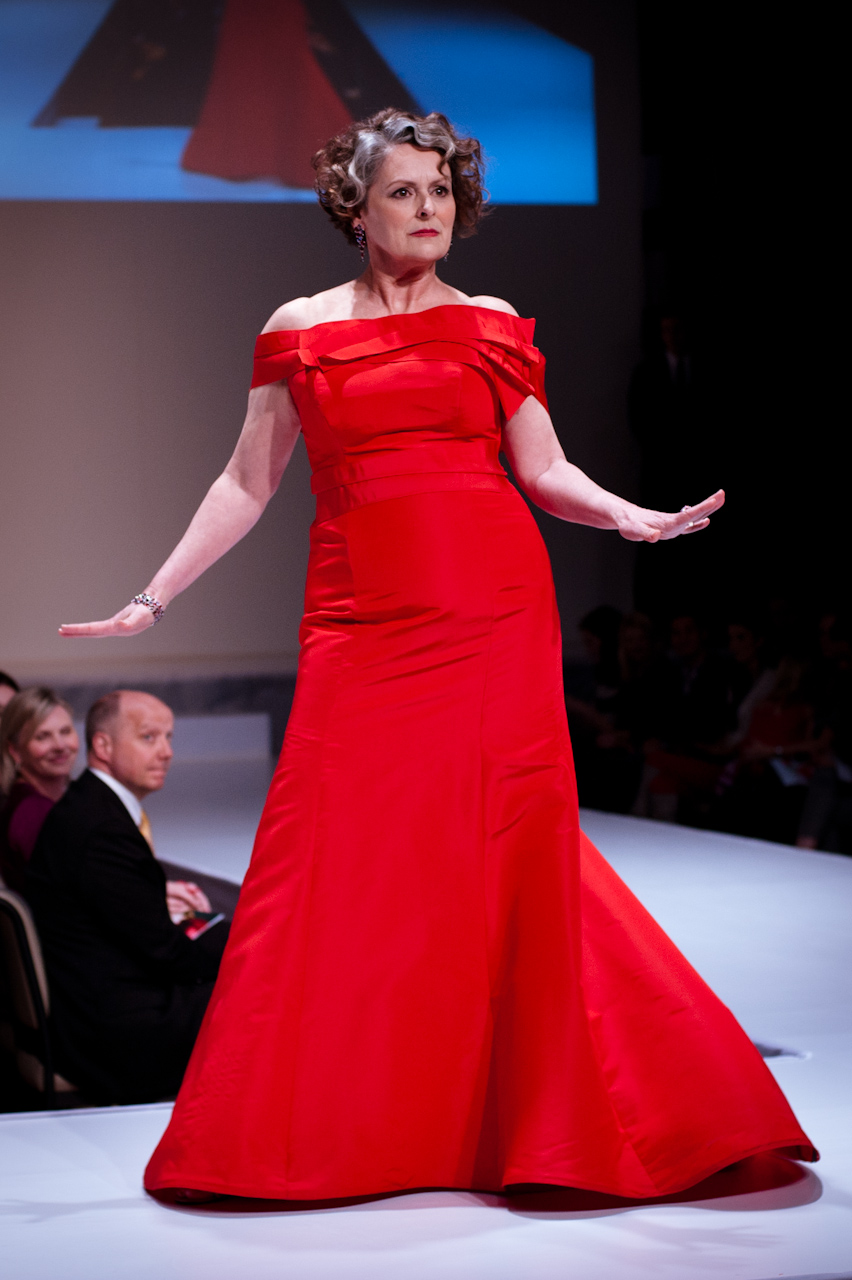
Gabrielle Rose (* 1954)

- Rose, Gabrielle (* 1977), brasilianisch-amerikanische Schwimmerin
- Rose, Georg (* 1960), deutscher Journalist
- Rose, George (1920–1988), britischer Schauspieler
- Rose, Georges (1910–1997), französischer Fußballspieler
- Rose, Gerhard (1896–1992), deutscher Tropenmediziner, Chef der Abteilung für Tropische Medizin am Robert Koch-Institut, im Nürnberger Ärzteprozess zu lebenslanger Haft verurteiltGerhard Rose (1896–1992)

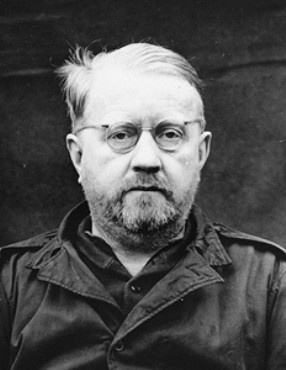
Gerhard Rose (1896–1992)

- Rose, Gerhard (1906–1978), deutscher Kapitän und Autor
- Rose, Gillian (1947–1995), britische Philosophin und Soziologin
- Rose, Graham (* 1951), südafrikanischer Geistlicher und römisch-katholischer Bischof von Dundee
- Rose, Griffith (1936–2016), US-amerikanischer Komponist
- Rose, Gustav (1798–1873), deutscher Mineraloge
- Rose, Guy (1867–1925), US-amerikanischer Maler des Impressionismus

#### Rose, H
- Rose, Hajo (1910–1989), deutscher Grafiker
- Rose, Hans (1885–1969), deutscher U-Boot-Kommandant im Ersten Weltkrieg
- Rose, Hans (1888–1945), deutscher Kunsthistoriker
- Rose, Hans (1893–1980), deutscher Schauspieler und Theaterregisseur
- Rose, Hans (1920–2005), deutscher Politiker (CDU), MdL
- Rose, Hans-Jürgen (1961–1997), deutscher Ingenieur, mögliches Polizeiopfer
- Rose, Harald (1927–2020), deutscher Diplomat, Botschafter der DDR
- Rose, Harald (* 1935), deutscher Physiker
- Rose, Harmony (* 1983), US-amerikanische Pornodarstellerin
- Rose, Harry M. (1906–1986), US-amerikanischer Mediziner
- Rose, Heinrich (1795–1864), deutscher Mineraloge, analytischer Chemiker und der Entdecker des chemischen Elements Niob
- Rose, Heinrich August Ludwig (1816–1885), deutscher evangelischer Geistlicher
- Rose, Heinz (* 1926), deutscher Fußballspieler
- Rose, Helen (1904–1985), US-amerikanische Kostümbildnerin und Modedesignerin
- Rose, Henning, deutscher Benediktiner in Hildesheim, Fälscher
- Rose, Henry (1856–1923), US-amerikanischer Politiker
- Rose, Henry Robert (1854–1911), britischer Organist und Hochschullehrer
- Rose, Herbert Jennings (1883–1961), britischer Klassischer Philologe kanadischer Herkunft
- Rose, Hermann (1879–1943), deutscher Jurist, Verwaltungsbeamter und Politiker (DVP)
- Rose, Hermann (1883–1976), deutscher Mineraloge, Kristallograph sowie Hochschullehrer
- Rose, Hubert-Yves (* 1944), kanadischer Drehbuchautor und Filmregisseur
- Rose, Hugh, 1. Baron Strathnairn (1801–1885), britischer Feldmarschall

#### Rose, I
- Røse, Ida Lindtveit (* 1992), norwegische Politikerin
- Rose, Inna (* 1958), estnisch-sowjetische Sportschützin
- Rose, Irwin (1926–2015), US-amerikanischer Biochemiker und Nobelpreisträger für Chemie
- Rose, Isolde (1923–2021), deutsche Grafikerin
- Rose, Izabela (* 2006), US-amerikanische Schauspielerin, Model und Sängerin

#### Rose, J
- Rose, Jack (1911–1995), US-amerikanischer Drehbuchautor
- Rose, Jack (1971–2009), US-amerikanischer Gitarrist
- Rose, Jacqueline (* 1949), britische Wissenschaftlerin
- Rose, Jade (* 2003), kanadische Fußballspielerin
- Rose, Jalen (* 1973), US-amerikanischer BasketballspielerJalen Rose (* 1973)

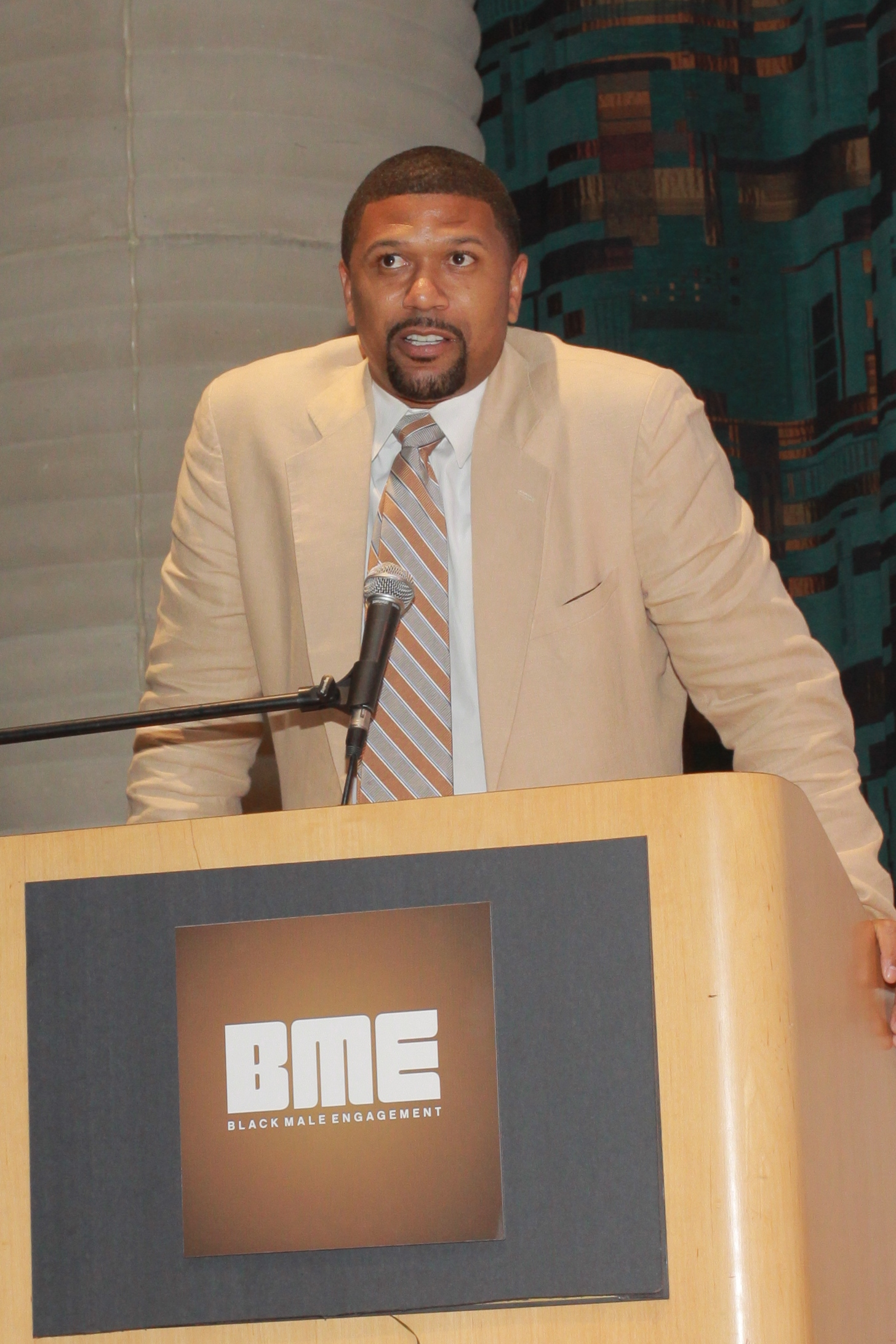
Jalen Rose (* 1973)

- Rose, Jamari (* 1995), jamaikanischer Sprinter
- Rose, Jamie (* 1959), US-amerikanische Schauspielerin
- Rose, Jean La (* 1962), guyanische Umweltaktivistin
- Rose, Jenny (* 1964), neuseeländische Triathletin
- Rose, Jeremias (* 1982), deutscher Handballspieler
- Rose, Jerome (* 1938), US-amerikanischer Pianist und Musikpädagoge
- Rose, Jessica Lee (* 1987), US-amerikanisch-neuseeländische Schauspielerin und Vloggerin
- Rose, Jochen (1941–2010), deutscher Jazztrompeter
- Rose, Johann (1654–1716), deutscher Glockengießer
- Rose, Johann Christoph (1686–1749), deutscher Glockengießer
- Rose, Johann Martin († 1758), deutscher Glockengießer
- Rose, Johannes (* 1983), deutscher Base-Jumper und Fallschirmspringer
- Rose, John Carter (1861–1927), US-amerikanischer Jurist
- Rose, John Holland (1855–1942), britischer Neuzeithistoriker
- Rose, John Marshall (1856–1923), US-amerikanischer Politiker
- Rose, John Williams (* 1965), amerikanischer Politiker, Farmer und Unternehmer
- Rose, Jon (* 1951), australischer Jazz- und Improvisationsmusiker
- Rose, Josef (* 1943), deutscher Handballspieler und -trainer
- Rose, Joseph Nelson (1862–1928), US-amerikanischer Botaniker
- Rose, Joshua (* 1981), australischer Fußballspieler
- Rose, Julia (* 1973), simbabwisch-US-amerikanische Schauspielerin
- Rose, Julius (1828–1911), deutscher Landschaftsmaler
- Rose, Jürgen (* 1937), deutscher Bühnen- und Kostümbildner, Choreograf, sowie Opernregisseur
- Rose, Jürgen (* 1958), deutscher Offizier und Publizist
- Rose, Justin (* 1980), englischer Golfer

#### Rose, K
- Rose, Karen (* 1964), US-amerikanische Thriller-Autorin
- Rose, Karl von (1863–1945), deutscher Verwaltungsbeamter und Rittergutsbesitzer
- Rose, Kay (1922–2002), US-amerikanische Tontechnikerin
- Rose, Keana (* 1974), österreichische Sängerin
- Rose, Kenneth D. (* 1949), US-amerikanischer Paläontologe
- Rose, Klaus (1928–2021), deutscher Volkswirt und Hochschullehrer
- Rose, Klaus (* 1941), deutscher Politiker (CSU), MdL, MdB
- Rose, Kristina (* 1984), US-amerikanische PornodarstellerinKristina Rose (* 1984)

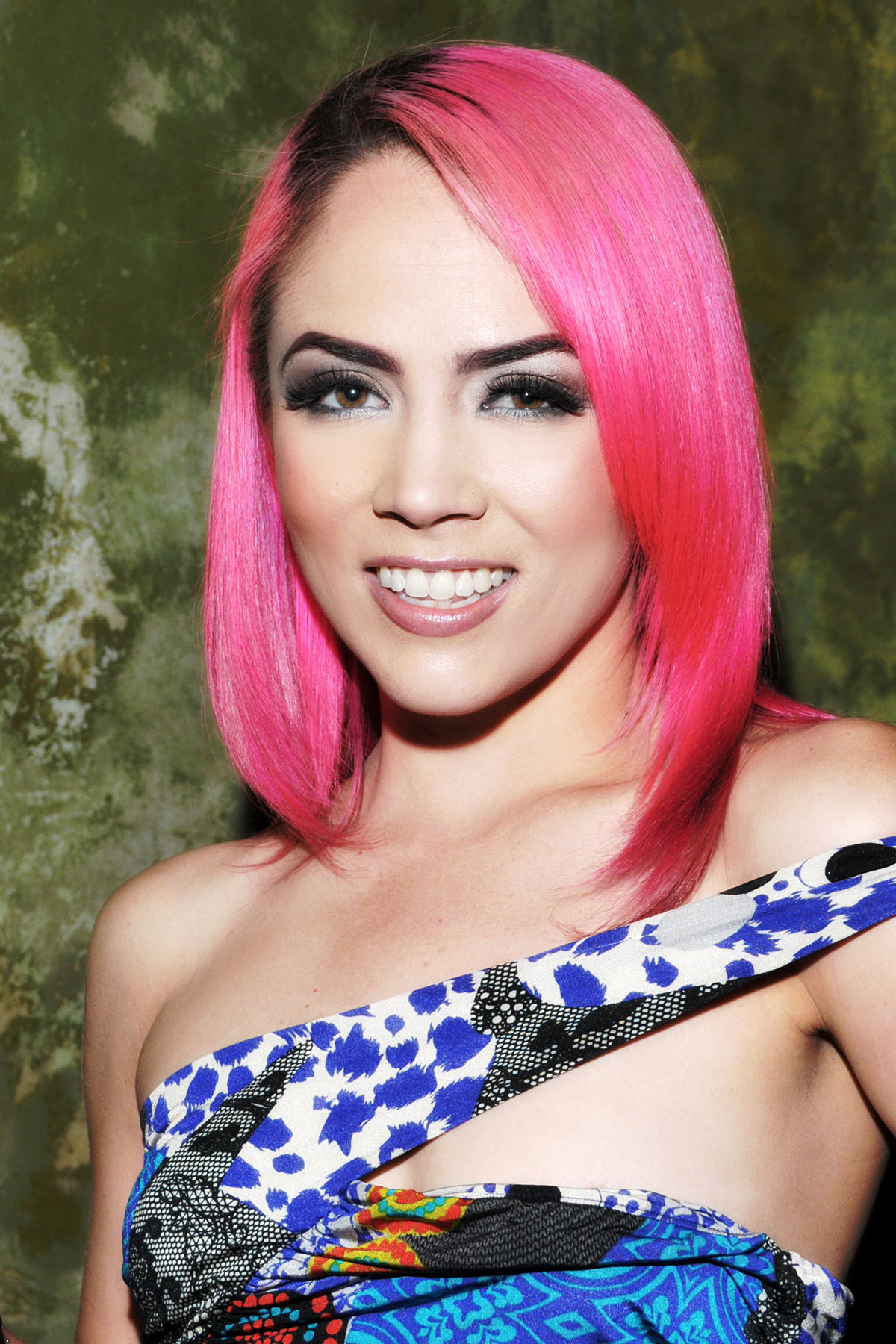
Kristina Rose (* 1984)

- Rose, Kurt (1908–1999), deutscher Schriftsteller

#### Rose, L
- Rose, Latarsha, US-amerikanische Schauspielerin
- Rose, Laurie, britischer Kameramann
- Rose, Laurie, US-amerikanische Schauspielerin und Tänzerin
- Rose, Lee, US-amerikanischer Country-Musiker und Radiomoderator
- Rose, Leonard (1918–1984), US-amerikanischer Cellist
- Rose, Lindsay (* 1992), mauritischer Fußballspieler
- Rose, Lionel (1948–2011), australischer Boxer
- Rose, Lize (1875–1944), niederländische Malerin und Zeichnerin
- Rose, Lotte (1885–1964), deutsche Schauspielerin und Schriftstellerin
- Rose, Louis (1807–1888), deutscher Auswanderer und Unternehmer
- Rose, Louise, britische Schauspielerin und Sängerin
- Rose, Lucy (* 1989), britische Singer-Songwriterin
- Rose, Ludwig (1819–1886), deutscher Rittergutsbesitzer und Politiker, MdR

#### Rose, M
- Rose, Madison, US-amerikanische Popsängerin
- Rose, Maksymilian (1883–1937), polnischer Neurologe und Psychiater
- Rose, Malcolm (* 1953), britischer Jugendbuchautor
- Rose, Malik (* 1974), amerikanischer Basketballspieler
- Rose, Mandy (* 1991), US-amerikanische Wrestlerin
- Rose, Marcc (* 1992), US-amerikanischer Schauspieler
- Rose, Marco (* 1976), deutscher Fußballspieler und -trainerMarco Rose (* 1976)

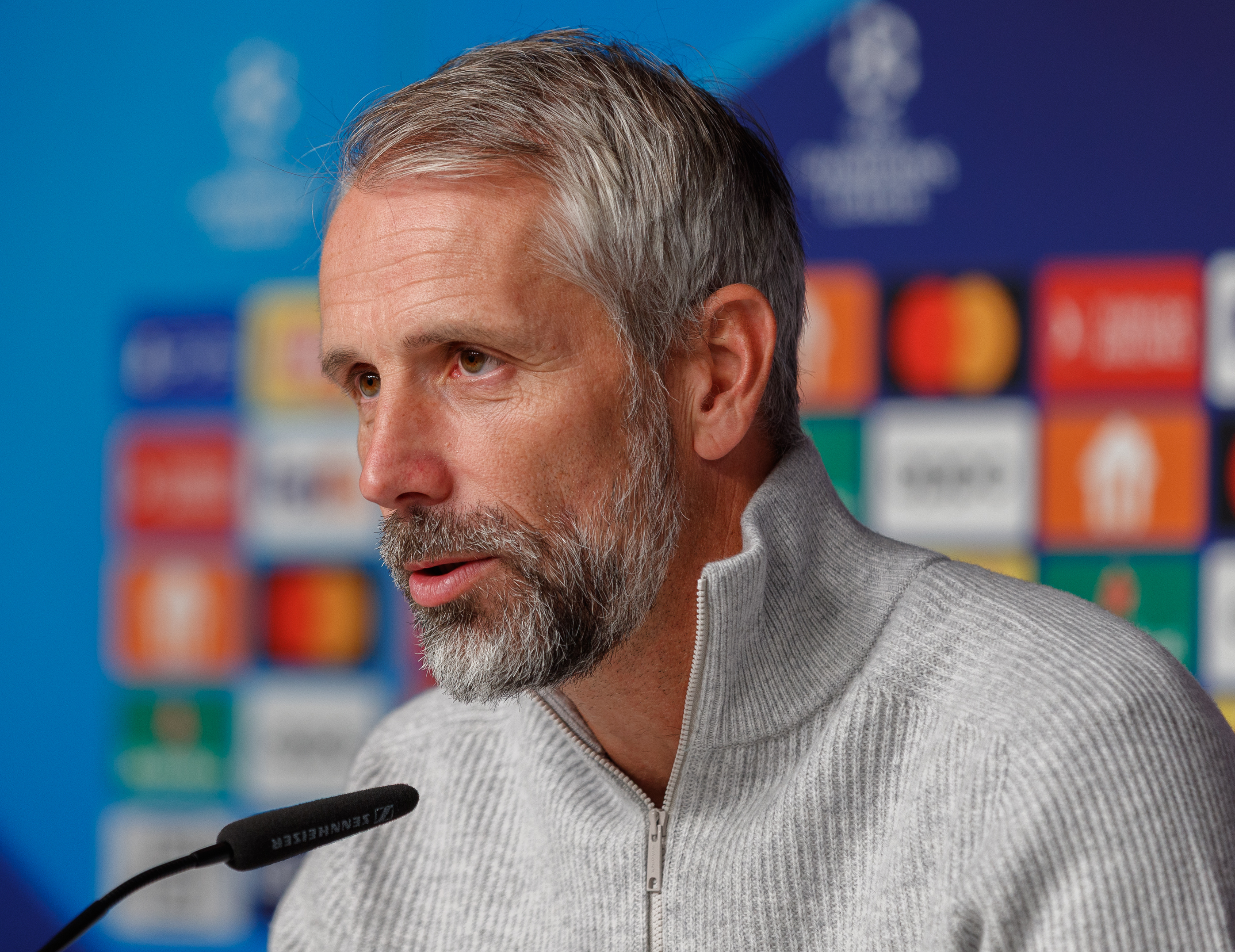
Marco Rose (* 1976)

- Rose, Marie-Antoinette (* 1975), seychellische Politikerin
- Rose, Martin (1696–1758), deutscher Glockengießer
- Rose, Mathew D. (* 1954), US-amerikanischer Journalist in Deutschland
- Rose, Matthias (* 1970), deutscher Fußballspieler
- Rose, Mauri (1906–1981), US-amerikanischer Rennfahrer
- Rose, Maurice (1899–1945), US-amerikanischer Offizier, zuletzt Generalmajor
- Rose, Max (1862–1922), deutscher Architekt
- Rose, Max (* 1986), US-amerikanischer Politiker
- Rose, Max van der, deutscher Komponist, Musiker, Musikproduzent und Maler
- Rose, Merlin (* 1993), deutscher Schauspieler
- Rose, Mervyn (1930–2017), australischer Tennisspieler und -trainer
- Rose, Mia (* 1987), US-amerikanische PornodarstellerinMia Rose (* 1987)

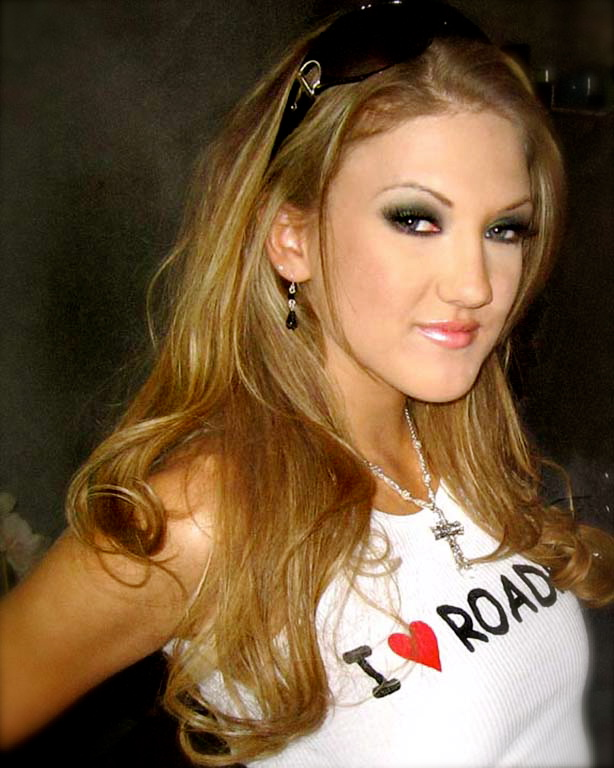
Mia Rose (* 1987)

- Rose, Mia (* 1988), portugiesische Sängerin, Songwriterin und Musikerin
- Rose, Michael (* 1940), britischer General
- Rose, Michael (* 1957), jamaikanischer Reggae-Sänger
- Rose, Michael R. (* 1955), britischer Evolutionsbiologe
- Rose, Mickey (1935–2013), US-amerikanischer Drehbuchautor
- Rose, Mike (1932–2006), deutscher Maler, Bühnenbildner und Schriftsteller
- Rose, Miriam (* 1974), deutsche evangelische Theologin und Hochschullehrerin
- Rose, Murray (1939–2012), australischer Schwimmer

#### Rose, N
- Rose, Nick (* 1951), britischer Langstreckenläufer
- Rose, Nico (* 1978), deutscher Psychologe und Hochschullehrer
- Rose, Nikolas (* 1947), britischer Soziologe und Sozialtheoretiker

#### Rose, O
- Rose, Odain (* 1992), schwedischer Sprinter
- Rose, Olaf (* 1958), deutscher Historiker und Politiker (NPD)
- Rose, Otfried (1905–1970), deutscher Gestapo-Mitarbeiter, SS-Führer
- Rose, Otto (1882–1952), deutscher Journalist und Politiker

#### Rose, P
- Rose, Paul (1900–1973), deutscher Theaterleiter und Schauspieler
- Rose, Pete (1941–2024), US-amerikanischer Baseballspieler und -managerPete Rose (1941–2024)

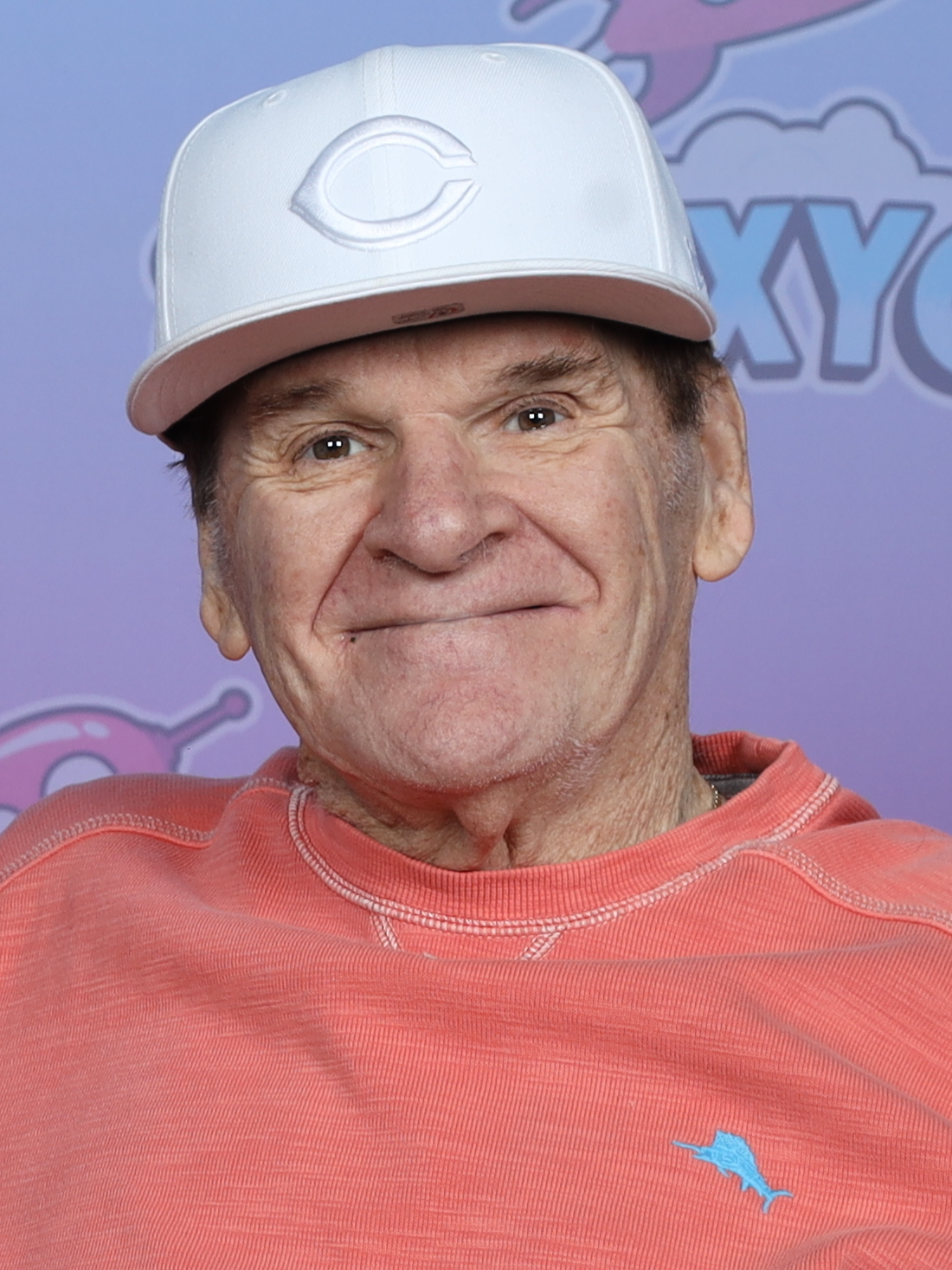
Pete Rose (1941–2024)

#### Rose, R
- Rose, Ralph (1884–1913), US-amerikanischer Leichtathlet
- Rose, Ralph (* 1965), deutscher Sportfunktionär
- Rose, Randolph (* 1954), deutscher Sänger und Schauspieler
- Rose, Raphaela (* 1987), deutsche Kostümbildnerin
- Rose, Reginald (1920–2002), US-amerikanischer Schriftsteller
- Rose, Richard (1917–2005), US-amerikanischer Mystiker, Philosoph, Autor, Dichter und Erforscher paranormaler Phänomene
- Rose, Richard (* 1933), US-amerikanischer Politikwissenschaftler
- Rose, Robert E. (1939–2022), US-amerikanischer Jurist und Politiker
- Rose, Robert John (1930–2022), US-amerikanischer Geistlicher, römisch-katholischer Bischof von Grand Rapids
- Rose, Robert L. (1804–1877), US-amerikanischer Politiker
- Rose, Robert S. (1774–1835), US-amerikanischer Jurist und Politiker
- Rose, Rochelle (* 1974), britische Schauspielerin
- Rose, Roger (* 1958), US-amerikanischer Schauspieler und Synchronsprecher
- Rose, Rolf (* 1933), deutscher Künstler
- Rose, Romani (* 1946), deutscher Sinti/Roma-Bürgerrechtler, Vorsitzender des Zentralrats Deutscher Sinti und Roma
- Rose, Ron (1944–2019), US-amerikanischer Pokerspieler
- Röse, Rosmarie (* 1999), deutsche Schauspielerin
- Rose, Ruby (* 1986), australische Schauspielerin, Model, Moderatorin und DJRuby Rose (* 1986)

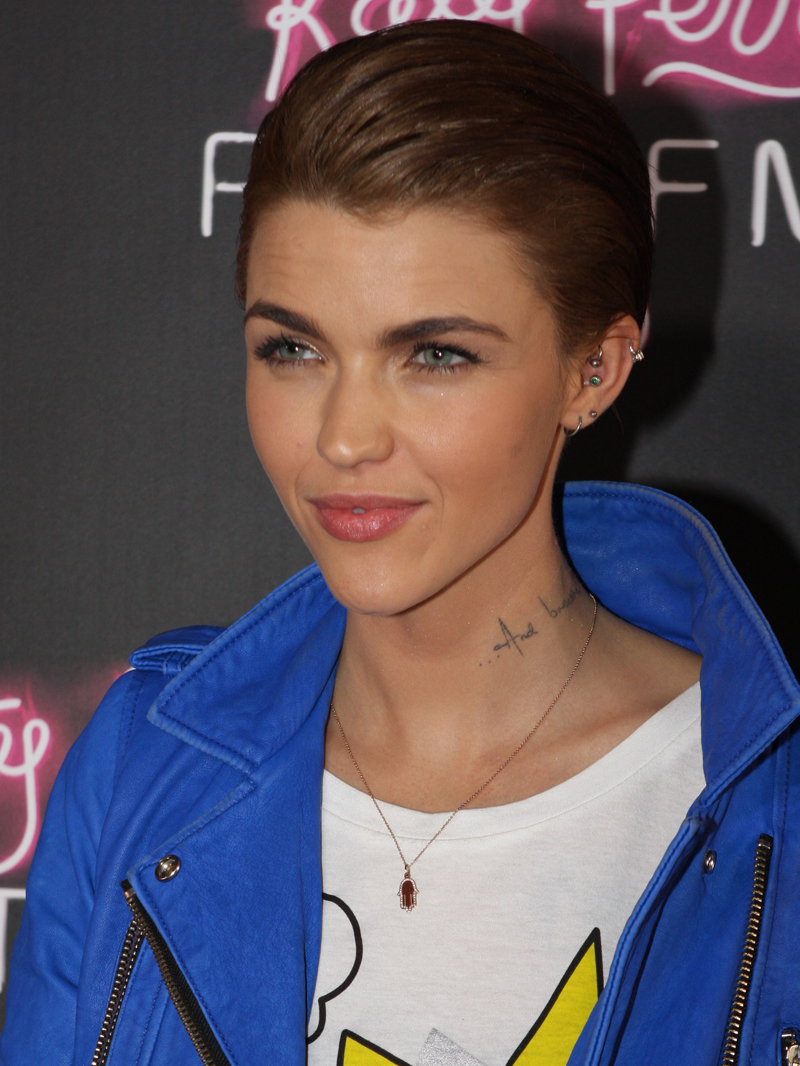
Ruby Rose (* 1986)

#### Rose, S
- Rose, Sebastian (* 1985), deutscher Tambourelli-Spieler
- Rose, Seraphim (1934–1982), russischer Mönch und Mystiker
- Rose, Simon, britischer Jazz- und Improvisationsmusiker
- Rose, Sofus (1894–1974), dänischer Marathonläufer
- Rose, Stephanie (* 1988), deutsche Politikerin (Die Linke)
- Rose, Steven P. (1938–2025), britischer Biologe und Hochschullehrer
- Rose, Stuart, Baron Rose of Monewden (* 1949), britischer Wirtschaftsmanager, Geschäftsmann und Politiker (Conservative Party)
- Rose, Sylvia (* 1962), deutsche Ruderin

#### Rose, T
- Rose, Tarik (* 1971), deutscher Koch und Fernsehkoch
- Rosè, Tasja Cathrin (* 1993), deutsche Schauspielerin, Sängerin und Songwriterin
- Rose, Tim (1940–2002), US-amerikanischer Sänger
- Rose, Tim (* 1956), US-amerikanischer Schauspieler und PuppenspielerTim Rose (* 1956)

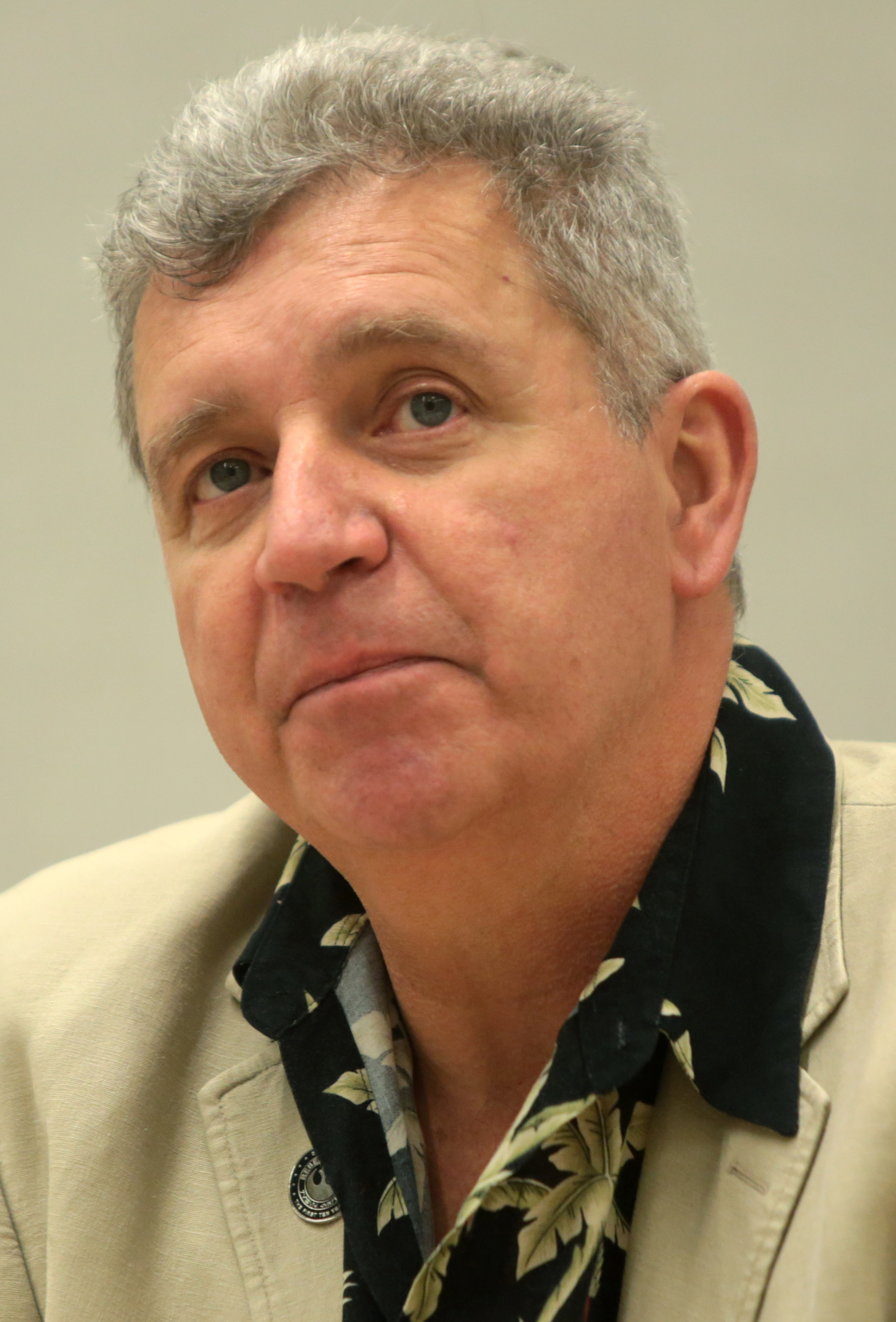
Tim Rose (* 1956)

- Rose, Timo (* 1977), deutscher Regisseur und Filmproduzent
- Rose, Tobias (* 1974), deutscher Ruderer
- Rose, Tommy, englischer Fußballspieler
- Rose, Toussaint (1611–1701), französischer Hofbeamter
- Rose, Tracey (* 1974), südafrikanische Künstlerin
- Rose, Traute (1903–1989), deutsche Malerin und Fotografin
- Rose, Traute (1904–1997), deutsche Schauspielerin, Sängerin, Hörspiel- und Synchronsprecherin

#### Rose, V
- Rose, Valentin (1829–1916), deutscher Bibliothekar und Klassischer Philologe
- Rose, Valentin der Jüngere (1762–1807), deutscher Apotheker und Chemiker
- Rose, Valentin, der Ältere (1736–1771), deutscher Apotheker, Pharmazeut
- Rose, Vincent (1880–1944), US-amerikanischer Komponist und Bigband-Leader
- Rose, Vinzenz (1908–1996), deutscher Sinto, Porajmos-Überlebender und Bürgerrechtler

#### Rose, W
- Rose, Wally (1911–2000), US-amerikanischer Schauspieler und Stuntman
- Rose, Wally (1913–1997), amerikanischer Jazz- und Ragtime-Pianist
- Rose, Walter (1912–1989), deutscher Fußballspieler
- Rose, Wesley (1918–1990), US-amerikanischer Manager, Musikverleger und Musikproduzent
- Rose, Wieland (1959–2007), deutscher Politiker (CDU), MdL
- Rose, Wilhelm (1792–1867), deutscher Apotheker
- Rose, Willi (1902–1978), deutscher Bühnen- und FilmschauspielerWilli Rose (1902–1978)

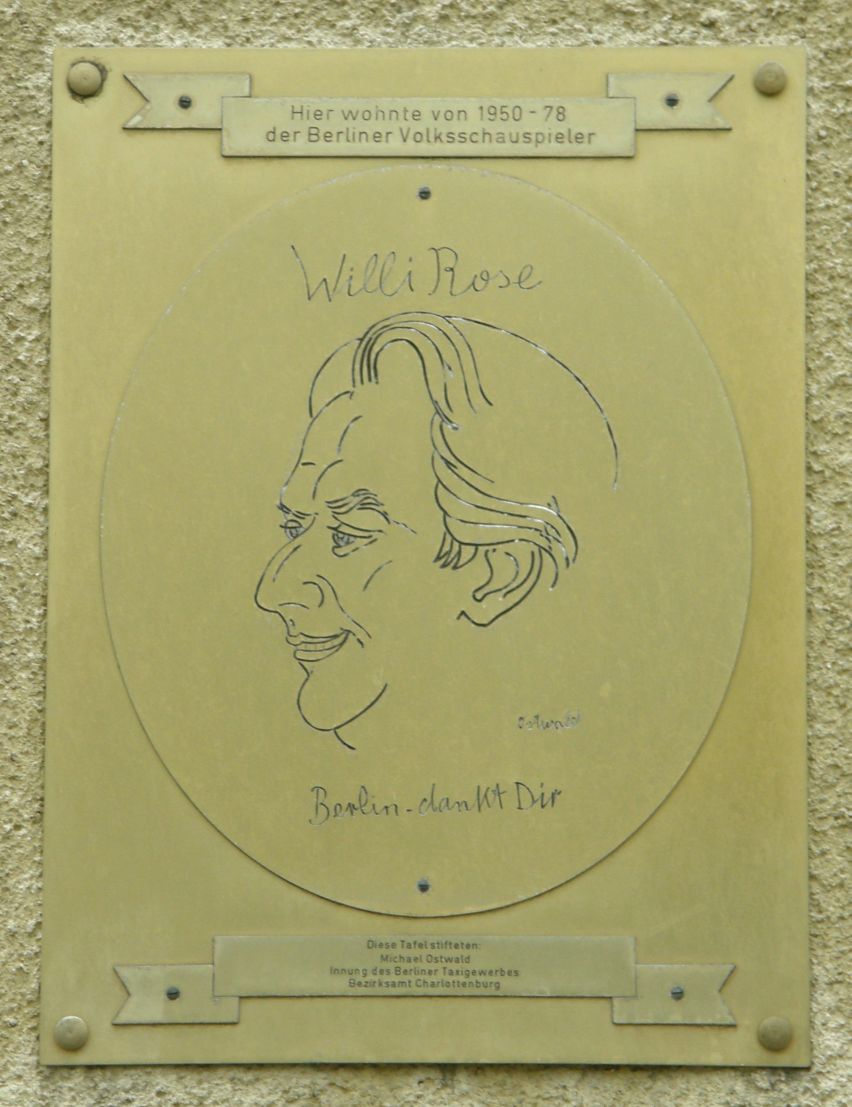
Willi Rose (1902–1978)

- Rose, William (1861–1937), englischer Fußballtorhüter
- Rose, William (1887–1985), US-amerikanischer Chemiker und Ernährungswissenschaftler
- Rose, William (1914–1987), US-amerikanischer Drehbuchautor
- Rose, William (1929–1997), australischer abstrakter Maler
- Rose, Woldemar (1897–1939), lettischer Kommunist, militärischer Vorsitzender der deutschen Tscheka (1923)
- Rose, Wolfgang (* 1947), deutscher Politiker (SPD), MdHB und Gewerkschaftsfunktionär
- Rose, Wolfgang (* 1950), deutscher Gewerkschafter und Verbandsfunktionär; Vorsitzender des ACE
- Rose, Wulf-Dietrich (* 1940), deutscher Schriftsteller und Pionier in der ökologischen Entwicklung

### Rose-

#### Rose-A
- Rose-Ackerman, Susan (* 1942), US-amerikanische Wirtschaftswissenschaftlerin

#### Rose-G
- Rose-Grabow, Martha (1858–1940), deutsche Landschafts- und Stilllebenmalerin

#### Rose-I
- Rose-Innes, Henrietta (* 1971), südafrikanische Schriftstellerin und Übersetzerin
- Rose-Itier, Anne-Cécile (1890–1980), französische Autorennfahrerin

#### Rose-J
- Rose-John, Stefan (* 1954), deutscher Biochemiker und Hochschullehrer

#### Rose-R
- Rose-Richards, Tim (1902–1940), britischer Autorennfahrer und Marineflieger

#### Rose-S
- Rose-Segebrecht, Heide (1943–2008), deutsche Tanzlehrerin, Malerin und Objektkünstlerin

#### Rose-V
- Rose-Vollborn, Ilse (1911–1974), deutsche Schauspielerin auf der Bühne und im Film

#### Rose-W
- Rose-Weingardt, Magda (1902–1996), deutsche Malerin